# HV Arena Hechtel
Maillots
Le HV Arena est un club belge de handball, situé à  Hechtel-Eksel en Belgique, le club évolue actuellement en Superliga.

## Histoire
Le HV Arena fut fondé en 1973, il obtient donc le matricule 152.

## Derby
- Initia HC Hasselt
- HHV Meeuwen
- HC Pentagoon Kortessem
- United HC Tongeren

## Comité
- Président : Frank Caljé
- Secrétaire : Guido Baeten
- Trésorier : Christophe Fransen